# John Morris (curlingspelare)
John Morris, född 16 december 1978 i Winnipeg, är en kanadensisk curlingspelare.
Han tog OS-guld i herrarnas curlingturnering i samband med de olympiska curlingtävlingarna 2010 i Vancouver.